# 小松みどり (1949年生)
小松 みどり（こまつ みどり、本名:大野緑（おおの みどり）、1949年〈昭和24年〉9月5日 - ）は歌手、女優。おとめ座、東京都江戸川区出身。小松企画所属。

## 略歴
1967年『ポチャポチャ小唄』で歌手デビュー（「ポチャポチャ」は、姉・五月みどりの楽曲『温泉芸者』の一節「はぁジャブ、ジャブ、ジャブジャブ」をヒントに、より可愛らしい擬音にしたもの）。また『小松みどりの好きぼくろ』という日活ロマンポルノに出演し話題になる。
趣味はゴルフ。酒も大好きである。愛犬家であり、飼育している犬を溺愛している。
タレント業の傍ら、赤坂で『小松みどりの部屋』という会員制高級クラブを経営していた。2011年6月末日を以って、36年続けた店を閉店した旨を、2012年7月27日付けのブログ記事で明らかにした。
2012年5月23日、デビュー45周年記念の新曲「ゆきずり」を発売。
姉妹揃って芸名は「みどり」だが、妹の小松の本名がみどり（緑）である。

## 家族・親族
- 姉・五月みどり（女優、歌手）
- 兄・西城正明（プロボウラー）
- 甥・西川哲（五月みどりの長男。プロゴルファー）

## 作品

### シングル
- ポチャポチャ小唄/ヴィデオ・テープでもう一度（1967年、東芝レコード TP-1461）
- 先斗町小唄（東芝レコード TP-1560） - 小松みどり&和田弘とマヒナ・スターズ、B面は三原さと志&和田弘とマヒナ・スターズ「慕情のワルツ」
- わたし死んじゃうワ/知らないッ（1963年3月、東芝レコード TP-1610）
- とっても好きなの/おんなの湖（東芝レコード TP-1660）
- 妙義・荒船・佐久高原音頭（東芝レコード 4RS-179） - 水原弘「高原が呼んでいる」のB面
- 新宮音頭/新宮小唄（1967年、東芝レコード 3ERs-223） - 「新宮音頭」は水原弘とデュエット
- 愛しちゃイヤ/あなたがひとりよ（東芝レコード TP-2142）
- 明日じゃイヤイヤ/恋（1970年4月5日、東芝レコード TP-2267）
- 唇が泣いてる/あなたにただ夢中（1970年10月、東芝レコード TP-2341）
- 私を誘ってね/ぴったり小唄（東芝レコード TP-2391）
- 夜に咲く花（1971年、東芝レコード TP-2509） - B面は中西五郎「お別れしましょう」
- お花ちゃん/男のお遊び（1972年12月、東芝レコード TP-2789）
- 新宿こぬか雨/女はよわいいきものね（1973年、東芝レコード TP-2650）
- ゴルフ小唄/たまには酔ってね（1973年、東芝レコードTP-2886）
- 思い出し小唄/私ひとりが蚊帳の中（1974年8月、東芝EMI TP-20037）
- こちょこちょ娘/私は女（1977年10月5日 東芝EMI  TP-10312）
- びわこ音頭（東芝EMI 04R-4068）村田英雄とデュエット、B面はデューク・エイセス「びわこ讃歌」、第36回国民体育大会（びわこ国体）開催記念レコード
- 泣けてきちゃうから/わたしあなたに惚れました（1981年、東芝EMI TP-17110）
- ふたりの東京/夜のエトランゼ（1982年、カサブランカ・レコード 7P-56） - 逢川まもるとデュエット
- ときめきの御堂筋/恋人通り（1983年、カサブランカ・レコード 7P-89） - 逢川まもるとデュエット
- はしご酒/はしご酒Ⅱ(1985年、カサブランカ・レコード D07C-1003)
- 泣き虫/水割り（1987年、ビクター音楽産業 SV-9241）
- 壊れた時計/汐どき（1989年、ビクター SV-9413）
- 雨模様/愛はわがまま（1990年10月21日、ビクター VISL-70）
- ゴルフ笑歌/蛍酒（1994年06月29日、EMIミュージック・ジャパン TODT-3246）
- 華であれ/ハンサムウーマン（2006年8月23日、VAP VPSA-40978）
- ごめんなさいネ…ケ・セラセラ/ひとり想い（2010年4月21日、ホリデージャパン TJCH-15274）
- シャラララ赤坂（2010年7月21日、ホリデージャパン TJCH-15284）福田みのるとのデュエット、c/wは福田みのる「夜明けの二人」
- ゆきずり/心乱れて（2012年05月23日、ホリデージャパン TJCH-15353）
- ラブラブHIROSHIMA/女のともし火（2014年10月22日 ホリデージャパン TJCH-15458） - 玉田ゆうきとデュエット
- 乍の男/麻雀恋歌数え唄（2016年06月29日、Webkoo WKCL-7216）
- 弓/華であれ（2017年09月06日、Webkoo WKCL7251）

## 映画
- 小松みどりの好きぼくろ（にっかつ）
- 童貞物語（東映）

## テレビ番組
- 青空に叫ぼう（1967年 - 1968年、NETテレビ）
- 花のお江戸のすごい奴 第9話「怪談 呪いの櫛」（1969年、フジテレビ/東映/新国劇） - おその・お妙(二役)
- 特別機動捜査隊 第723話「黄色い雨傘」（1975年、NETテレビ/東映） - 景子
- 花吹雪はしご一家（1975年、TBS）
- ベルサイユのトラック姐ちゃん 第10話「どうして裸で誘拐するの?」（1976年、NETテレビ）
- 火曜サスペンス劇場「エンゲージリング」（1986年、日本テレビ）
- 約束の夏（1992年、東海テレビ）- 田宮絹代
- 一枚の写真（フジテレビ）

## ビデオ
- Do-T AID

## 写真集
- ノンシャラン

## 舞台
- 陽気な幽霊

## ラジオ
- 小松みどりのマイハートフルソング（南日本放送）
- ひろ子とみどりのミュージックサロン（ラジオ日本、2018年10月 - ） - 扇ひろ子と共演